# عبد الفتاح بوعكاز
إعلامي جزائري يحمل الجنسية البريطانية، درس في دمشق ويقيم في لندن.
ولد في سكيكدة - الجزائر وله ديوان شعر بعنوان ( روسيكادا - عروس البحر ) من إصدارات مركز الناقد الثقافي في دمشق 2008.
يحمل ماجستير في اللغة العربية، وقد اشتغل في عدة مؤسسات إعلامية مثل قناة الحوار وشبكة الأخبار العربية وAPTN قبل أن ينضم إلى فرانس24 في العام 2010.